# Odilon Barrot
Camille Hyacinthe Odilon Barrot (Villefort (Lozère), 1791. július 19. – Bougival (Párizs mellett), 1873. augusztus 6.) francia politikus, Franciaország 27. miniszterelnöke. 

## Életrajza
Tanulmányai végeztével mint ügyvéd telepedett le Párizsban. A politikai perekben nagy népszerűséget és mint a protestánsok jogainak rettenthetetlen védője általános tiszteletet vívott ki. X. Károly merev reakciója Barrot-t az ellenzékhez való csatlakozásra bírta. 1827-ben belépett az Aide-toi egyesületbe és 1830-ban elnöke lett e befolyásos politikai társulatnak, mely állásban előkészítette a júliusi forradalom kitörését. 1830. július 28-án tagja lett a fővárosi ideiglenes tanácsnak és a leköszönt X. Károlyt mint biztos Cherbourgba kísérte.
Visszatértekor a Seine-département prefektje és az államtanács tagja lett. Mindkét állásáról azonban rövid idő múlva lemondott. Mint képviselő hevesen küzdött a Périer-, Guizot- és Molé-minisztériumok ellen, de nem csatlakozott a balpártnak köztársasági érzelmű frakciójához. Hű maradt az elvhez, melyet Lafayette 1830 júliusban hirdetett: népszerű trónt és köztársasági institúciókat! E cél elérésére elnöke lett a dinasztikus ellenzéknek, mely az orléansi családnak megszilárdítását és az alkotmánynak szabadelvű fejlesztését tűzte ki feladatul.
Nagy jelentőségű működést fejtett ki 1847-ben, midőn a választójog kiterjesztése mellett küzdött. 1848-ban aláírta a reformbankettre szóló meghívót és a Guizot ellen intézett vádiratot. A februári forradalom küszöbén a király, Thiers unszolására, február 24-én Barrot-t nevezte ki miniszterelnökké, jóllehet a király őt nem szívelhette. Mint miniszterelnök Barrot Thiers-rel együtt a csapatok visszavonását javasolta a királynak, mely rendszabály a júliusi királyság összeomlását nagyban elősegítette. Lajos Fülöp elmenekülése után Barrot a képviselőház utolsó ülésén a párizsi gróf nevében és érdekében kormányzóság alakítását ajánlotta. Javaslatát azonban a kamara nem fogadta el.
Barrot erre a köztársasági párthoz csatlakozott és tagja lett az alkotmányozó és törvényhozó nemzetgyűlésnek. Bonaparte Lajos elnök Barrot-t nevezte ki az általa alakított első minisztériumban 1848. december 20-án a minisztertanács elnökévé és pecsétőrré. Ebben az állásában a rend és nyugalom helyreállítása céljából Barrot ellenezte a közbocsánatot, elnyomta a politikai klubokat és megszorította a sajtószabadságot és gyülekezés jogát. E rendszabályokkal némileg gyűlöletessé tevén magát, 1849. október 30-án leköszönt. Barrot Napóleon álnok terveit egyébiránt nem ismerte fel, úgyhogy az 1851. december 2-iki államcsíny teljesen meglepte. Egy időre őt is fogságba vetették, de nemsokára szabadon bocsátották. 
A második császárság alatt nem vállalt sem hivatalt, sem mandátumot és büszkén megőrizte függetlenségét. A császárság bukása után az 1872-es új államtanács tagja és alelnöke lett. Emlékiratai Mémoires posthumes cím alatt csak halála után jelentek meg (Párizs, 4 kötet, 1875-76).